# Малышев, Сергей Юрьевич
Сергей Юрьевич Малышев (род. 7 августа 1975, Новосибирск) — российский игрок в мини-футбол. Ныне — тренер. Выступал за сборную России по мини-футболу. Заслуженный мастер спорта России (2014).

## Биография
Воспитанник новосибирской ДЮСШ «Спартак». Попасть в «Чкаловец», главную команду Новосибирска, Сергею не удалось, и по приглашению тренера Константина Григорьева он ушёл в мини-футбол. Начинал мини-футбольную карьеру в новосибирском «Сибиряке», затем перешёл в челябинский «Феникс», однако уже в следующем сезоне вернулся в «Сибиряк». В 1999 году перешёл в московский «ГКИ-Газпром», в составе которого стал обладателем кубка и суперкубка России. После расформирования «газовиков» оказался в другом столичном клубе — «Динамо». В его составе Малышев стал пятикратным чемпионом России и ещё дважды выиграл национальный кубок. А в сезоне 2006/07 он помог москвичам стать обладателями кубка УЕФА по мини-футболу.
Малышев четырежды входил в состав сборной на чемпионат Европы по мини-футболу (2003—2007), становился его серебряным и бронзовым призёром. Завершил карьеру игрока в 2014 году, перейдя на тренерскую работу в родном клубе, последние годы он был капитаном команды. Летом 2019 года возглавил липецкий ЛКС в качестве главного тренера, параллельно играя в чемпионате области за «ЛКС-Д». Летом 2021 года договорился о сотрудничестве с мини-футбольным клубом «АлтПолитех» из Барнаула.

## Достижения
Командные
- Серебряный призёр чемпионата Европы: 2005
- Бронзовый призёр чемпионата Европы (2): 2001, 2007
- Победитель студенческого чемпионата мира: 2002[3]
- Обладатель Кубка УЕФА: 2006/07
- Чемпион России (5): 2003, 2004, 2005, 2006, 2007
- Обладатель Кубка России (3): 2000, 2003, 2004
- Обладатель Суперкубка России: 2001

Личные
- Лучший защитник чемпионата России: 2001/02